# تازه‌آباد میرکی
تازه‌آباد میرکی، روستایی از توابع بخش مرکزی شهرستان جوانرود در استان کرمانشاه ایران است.

## جمعیت
این روستا در دهستان بازان قرار دارد و براساس سرشماری مرکز آمار ایران در سال ۱۳۸۵، جمعیت آن ۱۱۴ نفر (۲۶خانوار) بوده‌است.